# Maroggia
Maroggia är en ort i kommunen Val Mara i kantonen Ticino, Schweiz. Orten var före den 10 april 2022 en egen kommun, men slogs då samman med kommunerna Melano och Rovio till den nya kommunen Val Mara. Maroggia ligger vid Luganosjön.